# Heinz Cyrus
Heinz Cyrus (ur. 5 czerwca 1936 w Greifswaldzie; zm. 11 listopada 1965 w Berlinie) – ofiara śmiertelna Muru Berlińskiego zmarła w wyniku obrażeń poniesionych w wypadku podczas ucieczki do Berlina Zachodniego.

## Życiorys
Krótko po narodzinach Cyrus oddany został przez niezamężną matkę (z zawodu pielęgniarkę) do domu małego dziecka. W 1943 r. adoptowany został przez rodzinę zastępczą, z którą zamieszkał w Dreschvitz na Rugii. Po ukończeniu szkoły wyuczył się zawodu dojarza. W 1954 r. ożenił się, doczekując się z niniejszego małżeństwa czwórki dzieci. W październiku 1956 r. skazany został na karę pozbawienia wolności w związku z pobiciem policjanta. Po jej odbyciu przejął gospodarstwo rolne w Teschvitz, w 1959 r. rodzina przystąpiła do państwowej spółdzielni produkcyjnej, w której Cyrus został także zastępcą przewodniczącego. Z powodu wypowiadanych pod wpływem alkoholu deklaracji stał się ofiarą donosu do Stasi, czego następstwem był wyrok sądu okręgowego w Rostocku: pod zarzutem „działalności szkodniczej” Heinz Cyrus skazany został na siedem lat pozbawienia wolności. W procesie oskarżono go m.in. o podżeganie przeciwko członkom partii oraz umyślne przysparzanie szkód spółdzielni. Na mocy amnestii ze strony rady państwowej NRD w 1964 r. został zwolniony. W trakcie odbywania kary rozpadło się także jego małżeństwo. Cyrus osiedlił się ponownie na Rugii, gdzie zatrudnił się jako pracownik rolniczych brygad roboczych. Niedługo potem ponownie stanął przed sądem za pobicie i spowodowanie obrażeń ciała.     

## Okoliczności ucieczki
9 listopada 1965 r., pod pozorem wyjazdu na urlop, pożegnał się ze swoją przybraną matką. Dzień później, znajdując się w Berlinie Wschodnim, około godziny 21.00 przedostał się w rejon umocnień granicznych w okolicy dworca Berlin Nordbahnhof w dzielnicy Mitte. Obecność jego wyczuł przy tym pies wartowniczy, który natychmiast ruszył w pościg. Zaalarmowani żołnierze wojsk granicznych wezwali posiłki Volkspolizei i zaryglowali teren. Heinz Cyrus nie zrezygnował jednak z kontynuowania ucieczki, dopóki nie dosięgły go pierwsze strzały. Ostatecznie uciekł do domu przy ulicy Gartenstraße 85, który natychmiast otoczono i przeszukano. Uciekając przed pościgiem przez okno mieszczące się na czwartym piętrze budynku, uwiesił się na rynnie, z której spadł, łamiąc sobie czaszkę i wiele innych kości. Żołnierze zabrali ciężko rannego uciekiniera do szpitala Krankenhaus der Volkspolizei, gdzie pomimo doraźnej operacji następnego dnia zmarł. 
Pięć dni później pracownicy bezpieki NRD odnaleźli przybranych rodziców oraz byłą żonę ofiary. Oficjalną legendą służby bezpieczeństwa była teza, jakoby po kontroli paszportowej ofiara wyskoczyć miała z okna. Po zjednoczeniu Niemiec postępowanie w sprawie wszczęła prokuratura państwowa w Berlinie. Zakończono je 6 października 1993 r. w związku z brakiem jakichkolwiek przesłanek do wszczęcia procesu karnego. 

## Literatura
- Hans-Hermann Hertle, Maria Nooke: Die Todesopfer an der Berliner Mauer 1961 - 1989 : ein biographisches Handbuch / hrsg. vom Zentrum für Zeithistorische Forschung Potsdam und der Stiftung Berliner Mauer. Links, Berlin 2009, ISBN 978-3-86153-517-1.